# هارولد باكر
هارولد باكر (بالإنجليزية: Harold Backer)‏ هو مجدف كندي، ولد في 20 نوفمبر 1962 في Selkirk (provincial electoral district) ‏ في كندا.

## وصلات خارجية
- هارولد باكر على موقع الاتحاد الدولي للتجديف (الإنجليزية)
- هارولد باكر على موقع اللجنة الأولمبية الدولية (الإنجليزية)
- هارولد باكر على موقع أوليمبيديا (الإنجليزية)
- هارولد باكر على موقع اللجنة الأولمبية الكندية (الإنجليزية)
- هارولد باكر على موقع اتحاد ألعاب الكومنولث (مؤرشف) (الإنجليزية)